# Bitwa pod Rogalinem
Bitwa pod Rogalinem – starcie zbrojne między powstańcami polskimi a armią pruską do którego doszło 8 maja 1848 r. pod Rogalinem w czasie powstania wielkopolskiego, zakończone porażką i rozproszeniem oddziałów powstańczych.

## Geneza
Wieść o dużych bitwach pod Książem i Miłosławiem i Sokołowem rozniosła się po Wielkim Księstwie Poznańskim. Zwłaszcza wygrana pod Miłosławiem i Sokołowem przyczyniła się do rozbudzenia nadziei, że powstanie może być wygrane. W wielu miejscach poznańskiego zaczęły się więc samorzutnie tworzyć oddziały powstańcze, które zaczęły działać na własną rękę. Jednym z takich samorzutnych dowódców został Jakub Krotowski-Krauthofer. Zebrał on znaczny oddział partyzantów, przeważnie z żołnierzy rozpuszczonych po zawarciu ugody w Jarosławcu. Krotowski bez porozumienia z żadnym komitetem, ani z żadnymi naczelnikami wyparł Prusaków 3 maja z Mosiny i 6 maja z Kórnika. Na opanowanym terenie proklamował Rzeczpospolitą Polską, mianował burmistrzów i innych urzędników. Rozpoczął też pośpieszne zbrojenia, zabierając osiadłym w tych okolicach kolonistom niemieckim wszelką broń palną. W krótkim czasie zebrał oddział liczący blisko 800 ludzi. Naczelnikiem wybrano Włodzimierza Wilczyńskiego, a szefem sztabu został Krotowski.

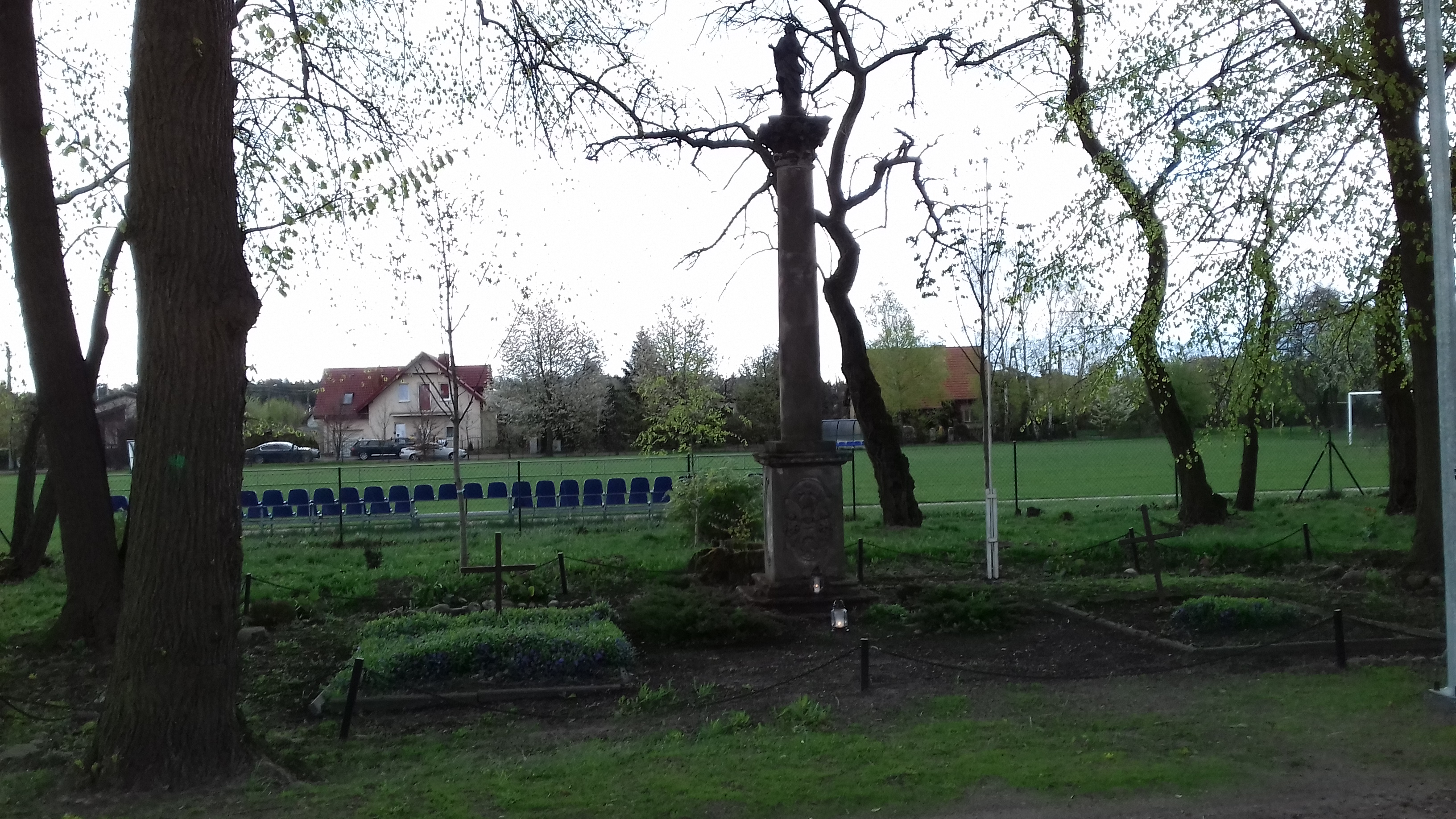
Przydrożna kolumna z figurą Matki Bożej Bolesnej oraz symboliczne groby powstańców poległych w 1848 roku w Rogalinie.

## Bitwa
Działalność powstańców nie uszła uwadze pruskiej. Prusacy wysłali przeciwko Polakom wojsko i 8 maja 1848 r. doszło do bitwy pod Rogalinem. Walka trwała około dwóch godzin. Ostatecznie polski oddział musiał ratować się ucieczką, przeprawiając się na drugą stronę Warty. Dowódcy nie zrezygnowali jednak z dalszych działań. Zmienili pozycję i po przeprawieniu się przez rzekę zaatakowali Rogalinek. Atak się nie powiódł i powstańcy znowu wycofali się za rzekę. Zdecydowali następnie rozsypać się na mniejsze oddziały i poszukiwali schronienia w lasach. W starciach tych Polacy stracili kilkunastu zabitych oraz kilkunastu rannych.